# Koto Gadang
Koto Gadang is een bestuurslaag in het regentschap Dharmasraya van de provincie West-Sumatra, Indonesië. Koto Gadang telt 3848 inwoners (volkstelling 2010).